# Mieterhöhung
Eine Mieterhöhung im Laufe eines Mietverhältnisses kann verschiedene Gründe haben. So wird einem Vermieter zum Beispiel das Recht zu einer Mieterhöhung eingeräumt, um die Miete an eine allgemeine Mietpreissteigerung anzupassen. Aber auch Modernisierungsmaßnahmen können ein Grund für eine Mieterhöhung sein. Dies führte insbesondere seit den 1950er Jahren in Deutschland immer wieder zu politischen Auseinandersetzungen.

## Rechtliche Lage
Die Vertragsparteien können bei Wohnraum gemäß § 557 Abs. 1 BGB im laufenden Mietverhältnis eine Mieterhöhung vereinbaren. Zu Beginn des Mietverhältnisses kann die künftige Änderung der Miethöhe als Staffelmiete oder Indexmiete vereinbart werden. Ohne Vereinbarung kommt eine Mieterhöhung nach § 558 BGB nur bis zur ortsüblichen Vergleichsmiete in Betracht. Eine Kündigung zum Zwecke der Mieterhöhung ist gesetzlich ausgeschlossen (§ 573 Abs. 2 Nr. 3 BGB).
Der Vermieter benötigt für sein Mieterhöhungsverlangen bis zur ortsüblichen Vergleichsmiete die Zustimmung des Mieters. Unter Einhaltung der gesetzlichen Voraussetzungen kann er diese Zustimmung verlangen und diese einklagen. Solch eine Klage kann erhoben werden, wenn der Mieter bis zum Ablauf des zweiten Kalendermonats nach dem Zugang des Verlangens nicht zugestimmt hat. Der Vermieter hat ab diesem Zeitpunkt drei Monate Zeit die Klage zu erheben (§ 558b Abs. 2 BGB).
Das Mieterhöhungsverlangen muss in Textform gestellt und begründet werden (§ 558a BGB). Es müssen alle vier Tatbestandsvoraussetzung einer legitimen Mieterhöhung begründet werden: die Einhaltung der 15-Monatsfrist, die Beachtung der Jahressperrfrist, die Einhaltung der Kappungsgrenze und die Nichtüberschreitung der ortsüblichen Vergleichsmiete. Die ortsübliche Vergleichsmiete kann nach § 558a Abs. 2 BGB durch folgende Mittel begründet werden:
- Bezugnahme auf den Mietspiegel; ein Mietspiegel braucht dem Mieterhöhungsverlangen nicht beigefügt zu werden[3]
- Auskunft aus einer Mietdatenbank, wobei momentan keine solche Mietdatenbank existiert (Stand: August 2024)[4]
- Ein mit Gründen versehenes Gutachten eines öffentlich bestellten und vereidigten Sachverständigen; lässt der Vermieter in Bezug auf die Mieterhöhung ein Sachverständigengutachten anfertigen, so kann er diese Kosten nicht den Mietern auferlegen[5]
- Verweis auf die Miethöhe von mindestens drei vergleichbarer Wohnungen

Mit einer so erfolgten Begründung steht die ortsübliche Vergleichsmiete aber noch nicht fest. In einem Gerichtsprozess muss diese noch selbstständig mit den zugelassenen Beweismitteln bewiesen werden. Lediglich bei einem qualifizierten Mietspiegel nach § 558d Abs. 2 BGB wird nach § 558d Abs. 3 BGB vermutet, dass dieser die ortsübliche Vergleichsmiete wiedergibt.
Bei einem Mieterhöhungsverlangen hat der Mieter nach § 561 BGB ein Sonderkündigungsrecht. Er kann das Mietverhältnis bis zum Ablauf des zweiten Monats nach dem Zugang der Erklärung des Vermieters außerordentlich zum Ablauf des übernächsten Monats kündigen. Er muss die erhöhte Miete dann nicht zahlen.
Beinhaltet das Mietverhältnis keinen Wohnraum (z. B. Gewerbeimmobilie) gelten diese gesetzlichen Bestimmungen nicht. Der wesentliche Unterschied hinsichtlich einer Mieterhöhung ist, dass bei Wohnraum die Möglichkeiten einer zeitlichen Befristung stark eingegrenzt sind. Wohnraum kann dann nur aus wichtigem Grund, Gewerbeimmobilien prinzipiell aber auch zum Zwecke der Mieterhöhung gekündigt werden. Die Schutzvorschriften für Wohnraum sind weitaus strenger. Allerdings sind diese Vorschriften nach § 549 Abs. 2 und 3 BGB, der u. a. bei Studenten- und Jugendwohnheimen sowie bei Wohnraum zum vorübergehenden Gebrauch ausgeschlossen. Mieterhöhungen wegen Modernisierungen (§ 559 BGB) oder wegen gestiegener Nebenkosten (§ 560 BGB) bleiben davon aber unberührt.

### Ortsübliche Vergleichsmiete
Nach den gesetzlichen Vorschriften kann der Vermieter die Zustimmung zur Mieterhöhung bis zur Höhe der ortsüblichen Vergleichsmiete fordern. In § 558 Abs. 2 BGB ist geregelt wie die ortsübliche Vergleichsmiete zu ermitteln ist: Das ist die Miete, die für Wohnungen vergleichbarer Art, Größe, Ausstattung, Beschaffenheit und Lage in den letzten sechs Jahren vor Ort vereinbart wurde. Bei der Beurteilung der Wohnungsausstattung kommt es nach Auffassung des Landgerichts Berlin auf den Zeitpunkt des Einzuges an, den der Vermieter zu beweisen hat.

### Kappungsgrenze
Eine zweite Begrenzung stellt die sogenannte Kappungsgrenze dar. Nach dieser dürfen gemäß § 558 Abs. 3 BGB die Mieterhöhungen innerhalb von 3 Jahren 20 % der vor der Mieterhöhung bestehenden Bestandsmiete nicht überschreiten.
Seit der Mietrechtsreform im Jahr 2013 besteht für die Bundesländer die Möglichkeit, in besonders festzulegenden Gebieten, in welchen die Versorgung der Bevölkerung mit Wohnraum kritisch ist, die Mieterhöhung auf 15 % zu begrenzen (Änderung des § 558 Abs. 3 Satze 2 und 3 BGB). Hiervon haben im Jahr 2014 Bayern, Berlin, Brandenburg, Bremen, Hamburg, Hessen, Nordrhein-Westfalen und Schleswig-Holstein (im Dezember 2019 vorzeitig abgeschafft), sowie seit 1. Juli 2015 auch Baden-Württemberg Gebrauch gemacht.
Bei Mieterhöhungen aufgrund einer vereinbarten Staffel- (§ 557a BGB) oder Indexmiete (§ 557b BGB) sind die Einschränkungen der ortsüblichen Vergleichsmiete sowie der Kappungsgrenze nicht anzuwenden.
Eine Mieterhöhung ist nur mit Zustimmung des Mieters möglich. Um die Berechtigung der Mieterhöhung zu prüfen, steht ihm eine Überlegungsfrist zu: der Monat, in dem ihm das Erhöhungsverlangen zugeht, und die beiden folgenden Monate (§ 558b BGB). Der Mieter kann innerhalb dieser Zeit auch das Mietverhältnis mit einer Frist von zwei weiteren Monaten schriftlich kündigen. Kündigt der Mieter, so tritt die Mieterhöhung nicht ein (§ 561 Abs. 1 BGB). Dieses Sonderkündigungsrecht gilt auch bei befristeten Mietverträgen.
Kündigt der Mieter nicht, stimmt er aber auch der verlangten Erhöhung nicht – oder nur teilweise – zu, hat der Vermieter anschließend drei Monate Zeit, die fehlende Zustimmung des Mieters einzuklagen (§ 558b Abs. 2 BGB). Dann muss das Gericht entscheiden, ob die verlangte Zustimmung zur Mieterhöhung erteilt werden musste. Dabei ist das Gericht bei der Ermittlung der ortsüblichen Miete nicht an das vom Vermieter gewählte Begründungsmittel gebunden. Wird die erhöhte Miete durch den Mieter ohne Vorbehalt bezahlt, kann dies als eine stillschweigende Zustimmung aufgefasst werden.

### Fristen
- Wartefrist: 12 Monate nach Wirksamkeit der letzten Erhöhung kann neues Verlangen gestellt werden.[12]
- Festschreibungsfrist: Neue Festsetzung mit Abstand von 15 Monaten zur letzten Festsetzung.
- Überlegungsfrist: Mieter muss erst bis zum Ablauf des 2. Monats nach dem Zugang des Mieterhöhungsverlangens zustimmen.
- Klagefrist: Bis zum Ablauf des 5. Monats nach dem Stellen des Verlangens bei zeitgleich fehlender Reaktion des Mieters.
- Wirksamwerdung: Im 3. Monat nach Erlangen des Mieterhöhungsverlangens.

### Modernisierung
Der Vermieter kann einen Zuschlag zur Nettomiete bei baulichen Veränderungen verlangen, die zum Beispiel den Wohnwert erhöhen oder eine nachhaltige Energieeinsparung bewirken. Voraussetzung ist eine schriftliche und erläuterte Berechnung, wie sich die Mieterhöhung zusammensetzt.

### Öffentlich geförderter Wohnraum
Völlig andere Vorschriften gelten bei einer Mieterhöhung für öffentlich geförderte Wohnungen (siehe dazu insbesondere § 10 Wohnungsbindungs-Gesetz – WoBindG). Hier gilt das Prinzip der Kostenmiete (Berechnung der Quadratmeter-Miete auf der Grundlage einer Wirtschaftlichkeitsberechnung).

### Bedeutung bei der Wertermittlung
Die Möglichkeiten einer Mietanpassung bestimmen unabhängig vom angewendeten Wertermittlungsverfahren den Wert einer Immobilie. Entsprechen sie dem verkehrsüblichen Wert, sind sie im Liegenschaftszinssatz erfasst. Weichen sie davon ab, so sind die Auswirkungen abhängig von der zeitlichen Befristung einer Abweichung im Rahmen eines Ertragswertverfahrens auszuweisen oder als Abschlag bei der Herleitung des Liegenschaftszinssatzes zu berücksichtigen.

## Mietpreisbremse
Am 5. März 2015 beschloss der Deutsche Bundestag mit den Stimmen der Großen Koalition (CDU, CSU und SPD) unter anderem eine umgangssprachlich als Mietpreisbremse bezeichnete Regelung, die zu einer Dämpfung des Mietanstiegs bei Neuvermietungen führen soll. Damit änderte der Gesetzgeber erstmals seit dem Ende der Wohnungszwangswirtschaft Ende der 1960er Jahre das Mietpreisrecht, indem er die Neuvertragsmiete von Wohnungen speziellen mietpreislichen Begrenzungen unterwirft.